# 11120 Панцалді
11120 Панцалді (11120 Pancaldi) — астероїд головного поясу, відкритий 17 серпня 1996 року.
Тіссеранів параметр щодо Юпітера — 3,590.